# Bezirk Rabaul
Der Bezirk Rabaul war von 1909 bis 1918 eine Verwaltungseinheit des deutschen Kolonialreiches auf dem Bismarck-Archipel mit Sitz auf Rabaul.

## Der Bezirk
Mit Verordnung des Gouverneurs von Deutsch-Neuguinea vom 20. August 1909 wurde der Sitz des Bezirksamtes Herbertshöhe von Herbertshöhe nach Rabaul verlegt. Mit Bekanntmachung des Gouverneurs vom 10. Januar 1910 wurde auch das Obergericht und der Sitz des Gouverneurs nach Rabaul verlegt.
Der Bezirk Rabaul bestand aus den Inseln der Neulauenburggruppe, der Insel Neupommern, den Französischen Inseln und den vorgelagerten Inseln. Am 14. Februar 1913 wurden die Witu-Inseln aus dem Bezirk Friedrich-Wilhelmshafen aus- und dem Bezirk Rabaul angegliedert. Mit Verfügung des Gouverneurs vom 7. August 1914 wurde der Bezirk in den Bezirk Rabaul-Stadt und den Bezirk Neupommern geteilt.
Sitz des Bezirksamtes war Rabaul auf der Gazelle-Halbinsel. In Rabaul befand sich das Obergericht Rabaul, das Gericht zweiter Instanz des Schutzgebietes Neu-Guinea. Auch das erstinstanzliche Bezirksgericht Rabaul hatte dort seinen Sitz. Diese beiden Gerichte waren die einzigen Gerichte im Schutzgebiet Neu-Guinea, die mit Berufsrichtern besetzt waren. Die anderen Bezirksgerichte wurden von den jeweiligen Bezirksamtmännern mit versehen, womit dort die Trennung der Rechtsprechung von der Verwaltung nicht gegeben war. Daneben bestand in Rabaul ein Postamt, eine Regierungsschule und ein Krankenhaus.
Stationsleiter in Rabaul waren von 1906 bis 1908 Vahlkamp, 1908 Worbs, 1909 Merz und 1910 Schober. Von 1911 bis 1914 war Klug Bezirksamtmann.

## Bezirk Neupommern
Das Bezirksamt Neupommern wurde zur Station heruntergestuft mit Sitz in Rabaul. Bezirksamtmann war in Personalunion Klug. Kriegsbedingt kam es nicht zur Ernennung eines gesonderten Stationschefs.

## Station Simsonhafen / Bezirk Rabaul-Stadt
Die 1906 eingerichtete Station Simsonhafen wurde 1909 aufgehoben und als Bezirk Rabaul-Stadt fortgeführt. Stationsleiter waren von 1906 bis 1907 Vahlkampf und 1908 Worbs.

## Stationen
Die Stationen Manus, Käwieng, Namatanai, Kieta und Herbertsthöhe waren dem Bezirk Rabaul untergeordnet. Die Station Paparatawa wurde 1902 eingerichtet, aber kurz darauf aufgegeben.

### Station Käwieng
1900 wurde die Station Käwieng auf der Insel Neumecklenburg eingerichtet. Zum Bezirk gehörte Neumecklenburg-Nord, Neuhannover und die vorgelagerten Inseln. Ab dem 1. April 1910 wurde die Station Käwieng in ein eigenes Bezirksamt Käwieng umgewandelt. Stationsleiter bzw. Bezirksamtmann war von 1909 bis 1913 Franz Boluminski (1863–1913). Von 1913 bis 1914 wirkte Alfred Stübel (1880–1915) als Bezirksamtmann. Als Assessor bei dem Kaiserlichen Gouvernement von Neu-Guinea und  als kommissarischer Bezirksrichter in Herbertshöhe wirkte Stübel bereits zuvor in der damaligen deutschen Kolonie.
Nach seiner Rückkehr nach Deutschland 1914 nahm der promovierte Jurist und  frühere Leutnant der Reserve im Königlich Sächsischen (Leib-)Grenadier-Regiment Nr. 100 am Ersten Weltkrieg teil und ist  als Hauptmann gefallen.

### Station Namatanai
Die Station Namatanai wurde 1904 an der Nordküste des mittleren Neumecklenburg errichtet. Der Bezirk umfasste die Insel Neumecklenburg östlich des 152sten östlichen Längengrads, die vorgelagerten Inseln sowie Gerrit Denys, St. Francisco, St. Josef, St. Bruno, St. Antonio, die Kaan- und die St. Johninseln. Stationsleiter waren von 1904 bis 1912 Wilhelm Wostrack, 1913 Steffen und 1914 Otto Brückner.

### Station Kieta
Die Station Kieta mit Sitz auf der Insel Bougainville war für die deutschen Salomon-Inseln zuständig und wurde 1905 eingerichtet. Mit Bekanntmachung des Gouverneurs vom 20. Juni 1911 wurden ab dem 1. Juli 1911 die Inseln Nissan, Carteret, Mortlock und Tasman aus dem Verwaltungsbezirk Rabaul aus- und dem der Station Kieta eingegliedert. Stationsleiter war die ganze Zeit Doellinger. 1914 wurden im Stationsbezirk 74 Weiße gezählt.

### Station Herbertshöhe
1886 wurde die Station Matupi als Hauptstation der Neuguinea-Kompagnie für den Bismarckarchipel errichtet. Die Station lag in Neupommern in der Blanche-Bai. Stationsdirektor war J. Weißer. 1887 wurde die Station nach Kerawara verlegt. Dort war 1887 August Rocholl und von 1888 bis 1889 Joachim Graf von Pfeil Stationsvorstand. Von 1889 bis 1890 stand Georg Schmiele als kaiserlicher Kanzler und Vertreter des Kommissars an der Spitze der Verwaltung. 1890 wurde die Station nach Herbertshöhe verlegt. Stationsleiter waren von 1890 bis 1892 Richard Parkinson, von 1892 bis 1893 August Rocholl, von 1893 bis 1894 Paul Kolbe, 1894 Wasa Mende, von 1894 bis 1895 W. von Hanneken und 1895 erneut Wasa Mende.
1895 wurde das kaiserliche Bezirksgericht Herbertshöhe und das Obergericht Herbertshöhe  eingerichtet und die Station Sitz des Bezirks Herbertshöhe. Kaiserlicher Richter war von 1896 bis 1898 Albert Hahl und von 1898 bis 1900 Heinrich Schnee. Kaiserlicher Bezirksamtmann war von 1900 bis 1902 Wilhelm Stuckhardt, von 1903 bis 1905 Kornmajer, von 1906 bis 1908 Full und 1909 Klug.
1909 wurde das Bezirksamt nach Rabaul verlegt und in Herbertshöhe verblieb eine Polizeistation. Diese wurde 1913 als Regierungsstation neu eingerichtet. Stationsleiter war von 1913 bis 1914 Adelmann.